# Dunes
Dunes – miejscowość i gmina we Francji, w regionie Oksytania, w departamencie Tarn i Garonna.
Według danych na rok 1990 gminę zamieszkiwały 853 osoby, a gęstość zaludnienia wynosiła 37 osób/km² (wśród 3020 gmin regionu Midi-Pireneje Dunes plasuje się na 391. miejscu pod względem liczby ludności, natomiast pod względem powierzchni na miejscu 465.).